# Laodicea de Mèdia
Laodicea de Mèdia (en grec antic Λαοδίκεια) era una ciutat de Mèdia fundada per Seleuc I Nicàtor que li va donar el nom en honor de la seva mare Laodice, com va fer en quatre ciutats més. La fundació es va fer al mateix temps que Apamea i Heraclea de Síria. Plini el Vell diu que la va fundar Antíoc I Sòter. El lloc no s'ha localitzat amb exactitud.